# 代达罗斯环形山
代达罗斯环形山（Daedalus）是月球背面中部附近一座相对年轻的醒目撞击坑，约形成于早雨海世，其名称取自希腊神话中的角色代达罗斯，1970年被国际天文联合会批准接受。

## 描述

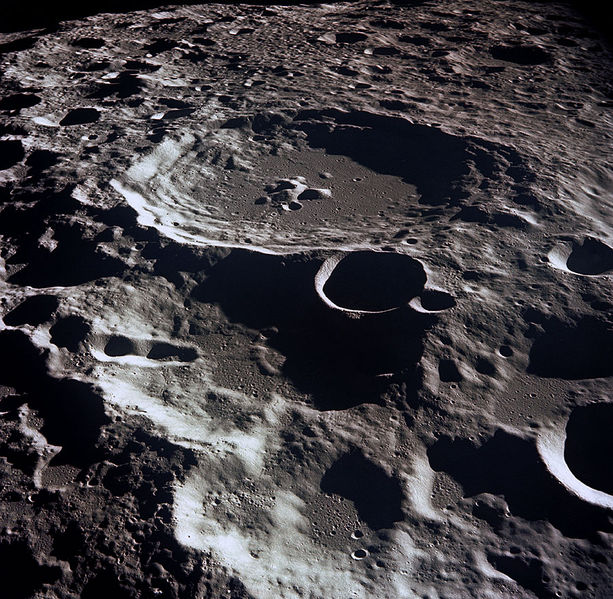
代达罗斯环形山，阿波罗11号拍摄。

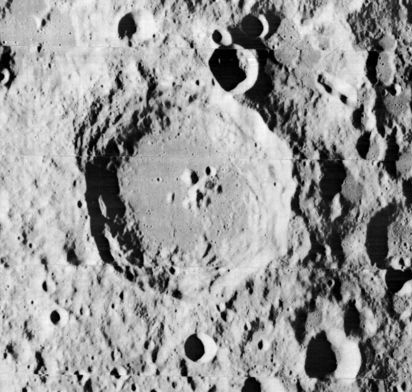
月球轨道器2号拍摄的图像

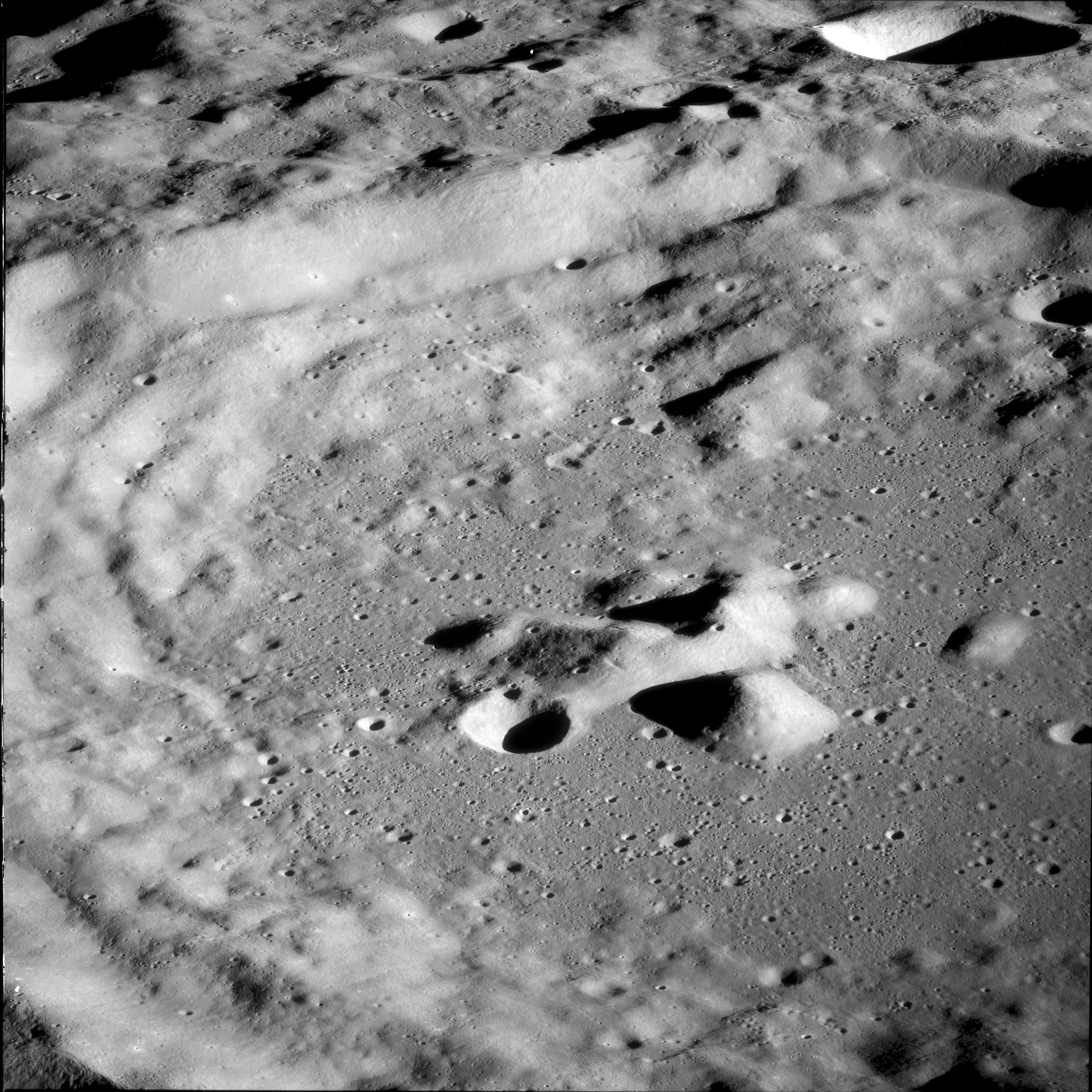
阿波罗11号拍摄的环形山内部特定

该陨坑周围较突出的陨石坑有：东侧的伊卡洛斯环形山、南面为拉卡环形山、东北偏东坐落着较小的利普斯基环形山。
该陨坑的中心月面坐标为5°54′S 179°24′E / 5.9°S 179.4°E，直径93.61公里，
深度2.838公里。
该环形山磨损度一般，坑沿边缘尖峭，东北偏北连接醒目的卫星坑代达罗斯 B；内壁坡状况完好，显示有清晰的阶地结构；坑壁平均高出周边地形1440米，内部容积约8517.88立方千米。坑底表面隆起而平坦，中心点偏东坐落着2-3座易于辨别的山丘组成的峰群，这些山丘主要由斜长岩构成。
由于该陨坑所处的位置（对地球无线电波屏蔽），它已被推荐作为未来巨型射电望远镜的基地，陨坑自身凿出的坑底面非常类似阿雷西博天文台，但尺寸更大。代达罗斯环形山呈现于阿波罗11号宇航员所拍摄的著名照片中，在当时的报导中被称为陨石坑 308（这是在月球背面命名确立前，国际天文联合会临时指定的名称）。

## 卫星陨石坑
按惯例，最靠近代达罗斯环形山的卫星坑在月图上以字母标注在该坑中心点的旁边。

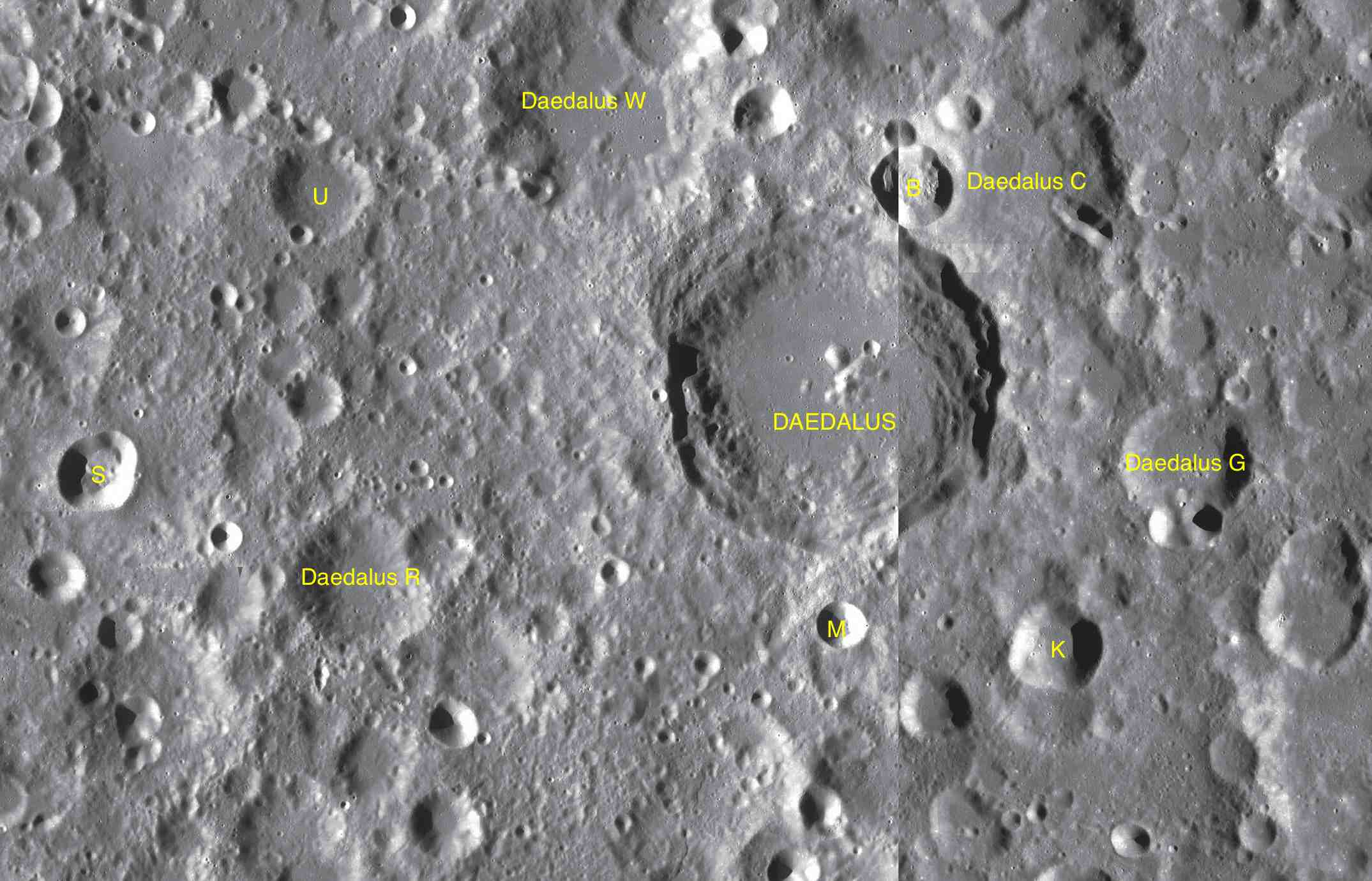
LAC-86 月图

| 代达罗斯 | 纬度    | 经度      | 直径      |
| -------- | ------- | --------- | --------- |
| B        | 4.13° S | 179.87° W | 22.32公里 |
| C        | 4.15° S | 178.91° W | 58.36公里 |
| G        | 6.57° S | 177.43° W | 34.21公里 |
| K        | 8.22° S | 178.59° W | 25.30公里 |
| M        | 8.03° S | 179.49° E | 13.85公里 |
| R        | 7.65° S | 175.24° E | 37.56公里 |
| S        | 6.69° S | 172.87° E | 21.40公里 |
| U        | 4.16° S | 174.87° E | 28.82公里 |
| W        | 3.34° S | 177.46° E | 66.65公里 |

## 流行文化
机动战士高达SEED DESTINY中代达罗斯环形山被作为地球联合军的一座军事基地，是为代达罗斯月面基地（英语：Daedalus Lunar Base）。

## 另请参阅
- 近地小行星1864 代达罗斯